# ピア・ゲネット
- ピエール・ゲネット

ピア・ゲネット（Pierre Guénette, 1969年7月4日 - ）はカナダ出身のITFライト・テコンドーの元世界ヘビー級王者。身長188cm。

## テコンドー成績
- 金メダル 2回 ITF (1987年、1992年)
- 銀メダル 3回 ITF (1988年、1990年、1996年)
- 銅メダル 1回 ITF (1999年)

## K-1グランプリ戦績
ITFヘビー級王者としてK-1グランプリに出場。「モランボンカップ'97」ヘビー級で2連覇するなど、テコンドー界では無敵ともいえる強さを誇り鳴り物入りで参戦する。アンディ・フグとの踵落とし対決と騒がれ、前評判は高かったものの2戦2敗とふがいない成績に終わり、以後の出場はない。
尚、週刊少年ジャンプ誌上において、今徐々に体重を増やしていて2年後のチャンピオンを目指しているという記事が掲載されていた。
| 勝敗 | 対戦相手       | 試合結果                               | 大会名                              | 開催年月日    |
| ×    | 中迫剛         | 2R 2:14 KO（右フック）                 | K-1 BRAVES '98                      | 1998年5月24日 |
| ×    | アンディ・フグ | 1R 1:49 TKO（右フック、3ノックダウン） | K-1 GRAND PRIX '97 開幕戦 【1回戦】 | 1997年9月7日  |

## 書籍
- MAXIMUM（アートン/ケイツー、1997年、撮影：篠山紀信）